# Samborowiczki
Samborowiczki – wieś położona w województwie dolnośląskim, w powiecie strzelińskim, w gminie Przeworno.

## Poprzednia nazwa
Przed II wojną światową wieś nosiła nazwę Deutsch Tschammendorf.

## Podział administracyjny
W latach 1975–1998 miejscowość administracyjnie należała do województwa wałbrzyskiego.